# Truncotettix
Truncotettix is een geslacht van rechtvleugeligen uit de familie doornsprinkhanen (Tetrigidae). De wetenschappelijke naam van dit geslacht is voor het eerst geldig gepubliceerd in 1998 door Perez-Gelabert, Hierro & Otte.

## Soorten
Het geslacht Truncotettix omvat de volgende soorten:
- Truncotettix fronterizus Perez-Gelabert, Hierro & Otte, 1998
- Truncotettix interruptus Perez-Gelabert, Hierro & Otte, 1998